# 長久友紀
長久 友紀（ながく ゆき、4月8日 - ）は、日本の女性声優。兵庫県丹波市出身。青二プロダクション所属。声優ユニット・イヤホンズのメンバー。
代表作は、『それが声優!』（萌咲いちご）、『AKIBA'S TRIP -THE ANIMATION-』（有紗・アホカイネン）、『はじめてのギャル』（八女ゆかな）など。

## 経歴
高校時代、とあるアニメ作品のキャラクターが号泣するシーンを見て自らも嗚咽するほど泣いたことをきっかけに「人の心に響くような仕事がしたい」と思い声優としての人生を考え始め、その想いを親に伝えるも当初は大反対される。
高校卒業後は、一度は親から勧められた大学の薬学部に進学したものの声優の道を諦め切れず、大学1年生の夏にワタナベエンターテインメントのスクールのオーディションを受け、最終審査まで進んだことをきっかけに再び親に掛け合い、最終的に2年間の期限のもと大学を休学した。その後は東映太秦映画村の養成所に半年通ったのちに青二塾に通う。そして2年の期限が迫り親から選択を委ねられる長久は、高校時代から夢見ていた声優の道を選んだ。
青二塾大阪校28期卒業。同期に大空直美や田中栄理奈らがいる。
2015年7月、テレビアニメ『それが声優!』で自身初のテレビアニメレギュラーを務める。同作品で共演した高橋李依、高野麻里佳と共に同作品から派生した声優ユニット・イヤホンズを4月に結成。テレビアニメ放送に先駆け、同年6月18日にEVIL LINE RECORDSよりシングル「耳の中へ」でアーティストデビューをした。
2017年3月のテレビアニメ『はじめてのギャル』で自身初のメインヒロイン・八女ゆかなを担当。
2019年制作の文化庁主催『あにめたまご2019』参加作品『斗え! スペースアテンダントアオイ』で主人公・アオイを演じ、アニメ作品の単独での初主演を果たした。
2020年、スーパー戦隊シリーズ『魔進戦隊キラメイジャー』で魔進ヘリコの声を担当し、特撮作品への初出演を果たした。

## 人物
実年齢については非公開とされているが、本人は度々Twitterやラジオなどで『1900年生まれ』と自称している。
デビュー前は芝居は文化祭の演劇などでしか経験がなく、また当初は自分を押し出すのが苦手で恥ずかしがり屋だった。
学生時代は中高とも生徒会に所属しており、帰宅するとパソコンやゲームに時間を費やす、ややオタク趣味の少女だった。
3歳下の妹がおり、長久が上京したてのころに妹が自宅に転がり込み、一時期同居生活をしていた。また、当時妹が渋谷109で働いており、長久は妹に会うために109に通っていたとのこと。
番組などで共演経験のある井澤美香子や竹達彩奈、声優ユニット・イヤホンズで共に活動をしている高橋李依、高野麻里佳などと親交が深い。高橋と高野とはイヤホンズのデビュー当初からプライベートなどでも仲が良く、本人たちのTwitter上でも時折仲が良い様子がうかがえる会話が投稿されている。特に高野とは、2019年に高野がマウスプロモーションから青二プロダクションに移籍してきたことで同じ事務所の先輩後輩の関係も芽生え、何度か2人でイベントに出演した経験もある。また竹達とは『はじめてのギャル』で共演して以降、月に1、2回はプライベートでスイーツビュッフェやボウリングに出掛けたりしており、その模様を自身のInstagramに投稿している。
趣味は料理、ネット麻雀。特技はバレーボール。方言は関西弁（丹波弁）。

## 出演
太字はメインキャラクター。

### テレビアニメ
2014年
- 目玉焼きの黄身 いつつぶす?（亜希）
- くつだる。（居酒屋の客、チカちゃん〈第27話〉）

2015年
- アクエリオンロゴス（岡崎）
- 戦国無双（女中）
- それが声優!（萌咲いちご）
- ディスク・ウォーズ:アベンジャーズ（市民）
- 電波教師（女子生徒B）
- ONE PIECE（2015年 - 2018年、民衆、トンタッタ、子パンダミンク、子犬ミンク、パンダ君）

2016年
- ドラゴンボール超（天使）
- 美少女戦士セーラームーンCrystal Season III（ミメット）
- PERSONA5 the Animation -THE DAY BREAKERS-（かわいい局アナ）
- ルパン三世 PART IV（カップル女）

2017年
- AKIBA'S TRIP -THE ANIMATION-（有紗・アホカイネン）
- 魔法陣グルグル（エナ）
- はじめてのギャル（八女ゆかな）
- カイトアンサ（カリーパフ麻夢）
- クリオネの灯り（金魚すくいや店主）
- 妖怪アパートの幽雅な日常（江上部長）
- アニメガタリズ（さとり）

2018年
- 宇宙よりも遠い場所（女子生徒）
- ラーメン大好き小泉さん（ギャル）
- キラッとプリ☆チャン（2018年 - 2019年、しらす）

2019年
- エガオノダイカ（リリィ・エアハート）
- この世の果てで恋を唄う少女YU-NO（クンクン）

2020年
- ゲゲゲの鬼太郎（第6作）（ミッキー）
- 異種族レビュアーズ（シィルA）
- ムヒョとロージーの魔法律相談事務所（京子）
- トニカクカワイイ（2020年 - 2023年、アウロラ） - 2シリーズ

2022年
- デジモンゴーストゲーム（カズマ母）

2023年
- ライザのアトリエ 〜常闇の女王と秘密の隠れ家〜（ロミィ・フォーゲル）

2024年
- ひみつのアイプリ（2024年 - 2025年、早乙女こまち）
- 結婚するって、本当ですか（イチカ）

### 劇場アニメ
- 斗え!スペースアテンダントアオイ（2019年、アオイ[35]）

### OVA
- はじめてのギャル（2017年、八女ゆかな） - コミックス第5巻BD付き限定版
- トニカクカワイイ 〜SNS〜（2021年、アウロラ）

### Webアニメ
- 聖闘士星矢 黄金魂 -soul of gold-（2015年、妹）

### ゲーム
2013年
- モンスター烈伝 オレカバトル（チヴィエール）
- エスカ&ロジーのアトリエ 〜黄昏の空の錬金術士〜（役人A、店員）

2015年
- オトカ♥ドール（ココ）
- 黒子のバスケ 未来へのキズナ（店員 他）
- けものフレンズ（ヤブワラビー）
- ドラゴンアクション（アースエレメンタル、ウォーターエレメンタル）
- MÚSECA（Maica）
- 嫁コレ（萌咲いちご）

2016年
- イース VIII -Lacrimosa of DANA-（アリスン、シスター・ニア）
- ヴァルキリーコネクト（フェイラン）
- ELCHRONICA（アメリア）
- クイズRPG 魔法使いと黒猫のウィズ（ビシュラ・モンテ）
- 神獄塔 メアリスケルター（眠り姫）
- BLADE ‐ブレイド 天から堕ちる千の刃‐（ラミエル）
- ペルソナ5
- モン娘☆は〜れむ（アザミ）

2018年
- ガールフレンド（仮）（2018年 - 2023年、弓削楓）
- 神獄塔 メアリスケルター2（眠り姫）
- ゼノブレイド2（モノポン、サタヒコ〈少年時代〉）
- ゴエティアクロス（サタナエル）
- CARAVAN STORIES（スネグーラチカ）

2019年
- スーパーロボット大戦DD（2019年 - 2023年、大門恵留）
- ブレイドエクスロード（ナナ・ファーウェル）
- ペルソナ5 ザ・ロイヤル

2020年
- VALIANT TACTICS（アルテナ）
- 神獄塔 メアリスケルターFinale（眠り姫、ギロチン）
- クラッシュフィーバー（ガウディ）
- ライザのアトリエ2 〜失われた伝承と秘密の妖精〜（ロミィ・フォーゲル）

2021年
- テイルズ オブ ザ レイズ（2021年 - 2024年、シドニー・ミラー、ルグ）

2022年
- ボンバーガール レインボー（実況ガール）

2023年
- ライザのアトリエ3 〜終わりの錬金術士と秘密の鍵〜（ロミィ・フォーゲル）

2024年
- ORE'N（毒沼のマセ / 毒沼のマセレ）

2025年
- To Heartリメイク版（保科智子）

### ラジオ
※はインターネット配信。
- イヤホンズのあなたのお耳にプラグイン!（2015年、文化放送『A&G TRIBAL RADIO エジソン』内）[59]
- それが声優!Presents WEBラジオ!（2015年、音泉※・HiBiKi Radio Station※・アニメイトTV※）[60]
- 長久友紀のradioclub.jp（2016年、葛飾エフエム放送）
- 青山二丁目劇場『三人寄れば、色々あります』（2016年、文化放送）
- 長久友紀・井澤美香子のぼけTwoオフィス（2016年 - 2017年、ラジ友※）[61]
- 和田昌之と長久友紀のWADAX Radio（2016年 - 2017年、超!A&G+※・AG-ON Premium※）[62]
- ガールズジョッキー ラジオステークス（2017年 - 2018年、超A&G+※）
- はじめてのギャル がっきゅとあやち☺はじめてのラジオ（2017年、音泉※）[63]
- 長久友紀のやきゅとりは塩ですか?タレですか?（2017年 - 2019年、音泉※）[64]
- イヤホンズの三平方の定理（2018年 - 、音泉※）[65]

### ドラマCD
- ペルソナ4 ザ・ゴールデン Vol.1（2013年、気象予報士、同級生B）
- アキバズタイムトリップ 〜時をかけるタモツ〜（2017年、有紗・アホカイネン）

### 特撮
- 魔進戦隊キラメイジャー（2020年 - 2021年、魔進ヘリコ / ピンクキラメイストーンの声[66]） - 4作品[一覧 2]

### 舞台
- カーテンコール（2019年2月28日・3月3日、築地本願寺ブディストホール）

### 映画
- カーテンコール（2019年11月16日、ミカタ・エンタテインメント） - 芽依 役

### テレビ
- NHK Eテレ『100分de名著』（ナターシャ）

### イベント
- 東京ゲームショウ2013 つくる女×AMD 新人声優☆アテレコステージ[67][68][69]

### 雑誌
- 保育のひろば（モデル（顔出し））

### 玩具
- 魔進戦隊キラメイジャー 煌輝変身ブレス DXキラメイチェンジャー（2020年3月7日）
- 魔進戦隊キラメイジャー 最煌弓 DXキラフルゴーアロー（2020年10月3日）
- 魔進戦隊キラメイジャー キラメイチェンジャー -MEMORIAL EDITION-（2022年11月）

### その他コンテンツ
- 温泉むすめ（祖谷メグリ）
- オリジナル朗読劇「お化けなんて全然怖くない。」[70]（2018年11月1日 - 4日、築地ブディストホール）※小笠原早紀とWキャスト[71]
- 服を着るならこんなふうに コミックス10巻発売CM（2020年、ナレーション/佐藤環[72]）

## ディスコグラフィ

### キャラクターソング
| 発売日         | 商品名                               | 歌                     | 楽曲                         | 備考                 |
| -------------- | ------------------------------------ | ---------------------- | ---------------------------- | -------------------- |
| 2019年10月16日 | 温泉むすめコンプリートアルバム Vol.3 | 祖谷メグリ（長久友紀） | 「トキメキアドベンチャー！」 | 『温泉むすめ』関連曲 |

### その他参加楽曲
| 発売日       | 商品名                                                | 歌       | 楽曲                    | 備考                     |
| ------------ | ----------------------------------------------------- | -------- | ----------------------- | ------------------------ |
| 2016年3月9日 | すっく&いっくの ぴよピヨ赤ちゃん胎教と0才ちゃんのうた | 長久友紀 | 「すっく&いっくのうた」 | 『すくいく』テーマソング |

### シリーズ一覧
1. ↑  第1期（2020年）、第2期（2023年）
2. ↑  映画『魔進戦隊キラメイジャー エピソードZERO』（2020年）、テレビシリーズ（2020年 - 2021年）、映画『魔進戦隊キラメイジャー THE MOVIE ビー・バップ・ドリーム』（2021年）、Vシネマ『魔進戦隊キラメイジャーVSリュウソウジャー』（2021年）